# コピー食品
コピー食品（コピーしょくひん）とは、他の食材に似せて、別の食材を用いて作った加工食品。天然の食材が高価で稀少な場合にしばしば製造されるが、病気などによって食物制限がある場合に、代用食として用いられる場合もある。また、意外性、意匠性を目的に作られる場合もある。
本項では、入手難や高価を理由に本物に似せて作られた加工食品の他、それ以外の理由で他のものに置き換えた代用食、意外性、意匠性を目的に作られた食品についても述べる。

## 概要
得てして、味や食感を似せるための創意工夫が凝らされているが、あまりに工夫し過ぎると、製造コストが膨れ上がるため、天然食材の方がかえって割安となる場合があり、特に高価な食材を模した場合はこの問題は致命的である。
代用食としてのコピー食品には、アレルゲンとなる成分を省いたり、特定の栄養素を強化した物、逆に特定の成分を省いた物などがあり、食べた際の味や舌触り・満足感が得られるように工夫されている。

## 入手難や高価を理由に作られたコピー食品
カニ蒲鉾
茹でたカニの身に似せた食品で、原材料はスケトウダラである。略して「カニカマ」。茹でたカニの赤い色やカニの筋繊維を模して作られており、風味付けにカニ煮汁を使用するなどしているが、本物のカニが入っている訳ではないため、今日では「カニ」という言葉が商品名に使われていない。日本で開発されたコピー商品だがアメリカやイタリアでは日本以上に受け入れられており、カリフォルニア巻きなど米国寿司では定番のネタである。
ホタテ蒲鉾
カニ蒲鉾と同じく、魚のすり身にホタテの風味をつけて成型したもの。
うなぎかば焼き風練り物製品
うなぎの価格高騰、資源の枯渇等を受けてうなぎかば焼きに似せた練り物製品が商品化された。
代替エビ
エンドウ豆のタンパク質とこんにゃく芋からとれるマンナン粉が主原料。資源の枯渇に対応する持続可能な食を求めて開発された。
人造イクラ
海藻から抽出したアルギン酸ナトリウム水溶液やカラギーナンに調味液や食用油を着色して塩化カルシウム水溶液に落として表面をゲル化してカプセルとし、本物らしい食感を持たせた物。一度は廉価な鮨ネタにも普及したが、その後ロシア産のイクラ価格が暴落、現在では市場を天然輸入物に奪われて姿を消した。
人造キャビア
チョウザメの卵ではないイミテーションキャビアである。ランプフィッシュキャビア（ダンゴウオ科の大型種、ランプフィッシュの卵）、アブルーガキャビア（ニシンの卵）といった他種の魚卵をそれらしく見せるため黒く着色してある。また、人工イクラと同様の方法でアルギン酸から製造されたものも存在する。
成型肉
安価で形状が不定のくず肉などに脂肪を加え、結着剤で固め成型したもの。カルビやハラミ、キューブ状のものはサイコロステーキなどの名称で、一般の精肉に混じって販売されている。外食チェーン店などで不当表示がしばしば問題になる。
牛脂注入肉
赤身肉に脂肪を加えたもの。
人造米
米の代替品。「麦」や「とうもろこし」などのでんぷん質から作った米状の食品。戦後の食糧難の頃に政府が製造を奨励したが不味であると評判は悪く、市場から姿を消した。
北朝鮮で考案・開発されたトウモロコシ米・ジャガイモ米は細かく砕いた穀物の粉を米状の大きさに整形加工した食品で、主食である米の代用品として、困窮に喘ぐ同国内で流通。
高級果実ゼリー
味だけでなく食感まで本物のメロンに近づけたホリ（北海道の菓子メーカー）製造・販売の「夕張メロン・ピュア・ゼリー」など。
バナナ饅頭
バナナが非常に高価であった時代、バナナを一切材料に使用せず考案・開発された菓子。バナナが安価になった現在では郷土菓子的な地位を獲得、意外性のあるお菓子として親しまれている。類似品としてバナナカステラなどもある。
無果汁のジュース・シロップなど
香料と着色料を使用し果汁の風味・外観に似せた清涼飲料水（主に炭酸飲料）は現在でも大量に生産されている。かき氷用のシロップも戦後に登場してから現在に至るまで無果汁で合成着色料を使用したものが主流である。
蜂蜜やメープルシロップに風味を似せたものもある。本物に糖類・香料などを加えて薄めたものは不当表示でしばしば問題になる。
マーガリン
もともとはバターが高価であることからバターの代替としてつくられた食品で以前は人造バターと呼ばれていた。植物油を使っているため、コレステロールが少なく健康に良いと好む人がいる他、ビタミンなどの栄養添加ができる、冷蔵庫で硬くならないよう加工ができる、クリーム等の添加で風味の良いものを作れる等、既にバターとは別の食品として考えられるようになっている。ただし、近年トランス脂肪酸を含むことによる健康への影響が論議されている（マーガリンの項を参照のこと）。
生クリーム代用品
乳製品に植物油脂・乳化剤などを加え、気泡を保つ特性を持たせたもの。安価であるほか、マーガリンと同様に低コレステロールや加工しやすさ（あらかじめ砂糖やバニラ・チョコレートなどの風味を加えた物もある）、日持ちが良いなどの利点がある。大量生産の洋菓子では本物の生クリームよりも多く使われる。
コーヒーフレッシュ・クリーミングパウダー
上と同様に生クリームの代用品で、乳成分を使用しない物もある。
ショ糖脂肪酸エステル（乳化剤の一種）や脱脂粉乳など
牛乳の代用、もしくは添加比率の抑制目的で使用される。主に乳製品の原料コストを抑えるため。他、物資が不足していた戦時中・終戦時に重宝される。
合成清酒
米が貴重だった時代に研究された。一部技術が醸造期間が短縮できる・製造コストが安くつくなどの理由で流通した。その後、三倍増醸清酒に流用された。現在ではシェアは限られるものの、生産は続いている。
発泡酒
麦芽又は麦を原料の33 %以下としたビール風の発泡性を有する雑酒。ほとんどの国ではビールの酒税はアルコール分が低いため安いが、日本では非常に高いため、手頃な価格のビール風飲料として工夫された。第三のビールも参照。
ホッピー
見た目がビールに酷似していた為、ビールが高額であった終戦時とその後数年の間、好まれて飲まれた。ノンアルコール飲料だが、酩酊を楽しみたい場合は焼酎を割って飲む。2000年代でも意外性や話題性から愛好者層も存在し、一部の居酒屋などでもメニュー中にみられる。
混和酒、イミテーション酒
前者はワインやウイスキーをエタノールやカラメル・果汁などで嵩増ししたりしたもの。後者はエタノール類にカラメル・果汁や香料などを添加して作ったもの。
ワインは戦国時代に宣教師などを通じて流入していたものの貿易が確立されない中では輸入ワインの総量が極めて少なく、また国産化の目処も立たないため果汁に清酒を添加したものが広く作られていた。また、明治時代以降にも洋酒の輸入が始まったものの遥かに高価だったことから、混和酒やイミテーション酒が広く出回った。
代用コーヒー
高いコーヒー豆の輸入抑制や、戦争によるコーヒー豆の入手難などから製造されたコーヒーの代用品。コーヒー豆が豊富に手に入るようになっても、カフェインレス飲料である代用コーヒーを健康のために飲む場合もあれば、カッフェ・ドルゾやカロのようにコーヒーとは別物の飲料として販売される場合もある。
代用醤油
醤油の代用品。
みりん風調味料
みりんの代用品で、アルコールは全く、もしくは殆ど入っていない。
モックタートルスープ
絶滅の恐れのあったアオウミガメのスープを模倣して18世紀半ばに作られたスープ。子牛の脳や内臓肉などを使用する。
刺身コンニャク（代替シーフード）
マグロやイカやサーモンの柵に似せた刺身用のこんにゃく。
里芋おはぎ
昭和の戦時下でもち米の不足に対応するために提唱された、里芋を代用したおはぎ風の食品。
魚うどん
宮崎県日南市周辺の郷土料理で、地元で水揚げされたトビウオなどの魚のすり身を使ったうどん。戦時中に魚のすり身を小麦粉の代わりに使用して、うどんの代替食としたのが始まり。
グラフォア
日本ハムが開発した鶏レバーから作った代用フォアグラ。
代替チョコレート
値段の急騰するカカオの代わりにオーツ麦とヒマワリの種を使った代替チョコレート「ChoViva」が登場し、日本では大手小売のイオンなどがその ChoViva を使用した商品を販売している。
このほかにも、以下の美食の類に似せようと努力したコピー食品が作られている。
- カズノコ、カラスミ[10]。
- トリュフ[11]
- フカヒレ[12]

　等

## 入手難や高価以外の理由で用いられる代用食
代用食では菜食主義や宗教的理由によって古くから鶏肉や魚肉・豚肉に模した料理が世界各国に存在している。これらは風味までも似せた物は少ないが、場合によっては別の食材ないし料理としても認識されるため、厳密にはコピー食品とは言い難い部分を含む。
トーファーキー
七面鳥に見立てた大豆蛋白食品。
がんもどき
もともとは精進料理で雁の肉に味を似せた代用品。
精進うなぎ
ウナギに似せてヤマイモのすり身から作る普茶料理。
人造ウニ
大豆や魚のすり身から製造されたものがある。
台湾素食
台湾の精進料理。日本の精進料理以上にモドキ料理の種類が豊富。
減塩塩
健康上の理由に絡み塩化カリウムを主体とした「食塩摂取量を減らす調味料」として発売されていた。しかし塩化カリウムは腎機能障害をもつ人にとっては害となりうる物質であるために、使用には注意が必要である。近年では2007年に味の素が「やさしお」を発売した。塩分を50 %に減らしてカリウム塩とポリグルタミン酸を添加したものである。
こんにゃく米・こんにゃくラーメン・こんにゃくパスタ・こんにゃくゼリー
低カロリーのダイエット食として市場に登場した。食物繊維の有効性が認められ、今日では広い裾野を持つ市場を形成している。こんにゃくゼリーは凍らせて食べると喉に詰まらせる危険があるので、児童や高齢者などの咀嚼力の弱い人に食べさせる場合は注意が必要。
同様なものに海藻の凝固成分（アルギン酸）などを利用した低カロリーな麺もある。
アナログチーズ
牛乳を原料としないチーズのコピー食品。主に植物油から作られる。本物のチーズにかなり近い食味であり、オーブンで焼くととろけやすいことから、ピザなどに適している。乳製品も忌むヴィーガンや、牛乳アレルギー患者用に使われるほか、安価なことから一般向けのチーズ代用品としても用いられる。日本でも、2007年の原料乳不足の際に一部で使用された。年間10万トンが生産されているドイツでは、消費者には本物のチーズと見分けがつかないことから問題となっている。
代替肉
健康志向から、あるいは菜食主義者や宗教上の理由、政治的正しさの理由などで動物の肉を食べられない人向けに作られた、肉を原料に含まないコピー食品。グルテンを使ったグルテンミートは古くから作られていたが、2010年代にはエンドウ豆や大豆に味を付け牛肉を使った成型肉と遜色ない味の製品が登場している。他にはひよこ豆やレンズ豆、エノキタケの代替肉も存在する。カルビのような食感・味を持たせた油揚げもある。
大豆による乳製品の代替 (大豆チーズ、大豆ヨーグルト、大豆アイスクリームなど)
植物性の大豆による乳製品の代用が増えている。
乳児用粉ミルク
母乳の代用。利便性が高いが、母乳に劣る点も多い。母乳栄養を参照。
ホイップクリーム
生クリームが生乳や牛乳を分離して取り出した「乳脂肪のみ」を原料としたクリームを指すのに対し、植物性脂肪を加えたもの、または植物性脂肪のみのもの。
植物卵
ゆで卵の形状をした植物性の食品。
代用甘味料
羊羹（和菓子）
もともとは中国大陸の料理で、読んで字のごとく羊の羹（あつもの）、つまりは羊の肉を煮たスープの類であった。禅僧によって日本に伝えられたが、禅宗では肉食が戒律（五戒）により禁じられているため、羊肉の代わりに小豆や小麦粉、葛粉などを用いたものが、日本における羊羹の原型になったとされる。
植物性ヨーグルト
アーモンドミルク、ココナッツミルクなどを原料とするヨーグルト風飲料。

## 意外性、意匠性を目的に作られた食品
多くは、冗談的な遊びや見かけを良くする目的で意匠性を与えて作られ、コストはコピーされるものよりも高くなることもしばしばある。また、パーティーやテレビ番組などで使うために作られる場合もある。意匠性だけをとると、和菓子の若鮎は鮎の形を小麦粉や小豆で作り、チョコレートのトリュフはキノコの一種を模しているが、一見して別の物と分かるため、コピー食品とは通常呼ばれない。
この他、もともとは天然食材入手難や高価を理由に作られたものが、天然食材の供給安定化や低価格化が進んだことで、意外性・意匠性目的に転換したコピー食品も存在する。例えば魚肉ソーセージ、北海道のわかさいもなどである。

## 目的未詳のコピー食品
マツタケ蒲鉾
カニ蒲鉾と同じく、魚のすり身にマツタケの風味をつけて成型したもの。